# ロベルト・モレノ・ゴンサレス
ロベルト・モレノ・ゴンサレス（Robert Moreno González、1977年9月17日 - ）は、スペイン・ルスピタレート出身の元サッカー選手、サッカー指導者。現役時代のポジションはDF。

## 経歴
カタルーニャ州のルスピタレート・ダ・リュブラガートに生まれ、テクラ・サラというアマチュアクラブでサッカーを始めるが、トップチームには昇格できずに現役を引退した。そのため、プロとしての経験が全くない。
現役引退後すぐに指導者となり、スペイン各地のアマチュアクラブのユースチームやトップチームを率いた。2010年にFCバルセロナのスカウト職に就くと、翌年にルイス・エンリケに指名されてASローマのアシスタントコーチとなった。その後はエンリケとともにセルタ・デ・ビーゴ、スペイン代表のアシスタントコーチを務め、2019年6月19日、エンリケの後任としてスペイン代表の監督に就任した。
2019年12月28日、リーグ・アンのASモナコの監督に招聘された 。シーズン終了後の7月18日、リーグ9位でフィニッシュし、UEFAヨーロッパリーグ出場権を逃したことで解任された。
2021年6月18日、グラナダCFの監督として2年契約を結んだ。

## 監督成績
2022年3月5日現在
| クラブ       | 国           | 就任           | 退任           | 記録 | 記録 | 記録 | 記録 | 記録 | 記録 | 記録 | 記録   |
| クラブ       | 国           | 就任           | 退任           | 試   | 勝   | 分   | 敗   | 得   | 失   | 差   | 勝率   |
| ------------ | ------------ | -------------- | -------------- | ---- | ---- | ---- | ---- | ---- | ---- | ---- | ------ |
| スペイン代表 | スペインの旗 | 2019年3月26日  | 2019年11月19日 | 9    | 7    | 2    | 0    | 29   | 4    | +25  | 077.78 |
| モナコ       | フランスの旗 | 2019年12月28日 | 2020年7月19日  | 13   | 5    | 3    | 5    | 18   | 21   | −3   | 038.46 |
| グラナダ     | スペインの旗 | 2021年6月18日  | 2022年3月6日   | 29   | 6    | 10   | 13   | 35   | 44   | −9   | 020.69 |
| 合計         | 合計         | 合計           | 合計           | 51   | 18   | 15   | 18   | 82   | 69   | +13  | 035.29 |